# Twin Peaks (ristorante)

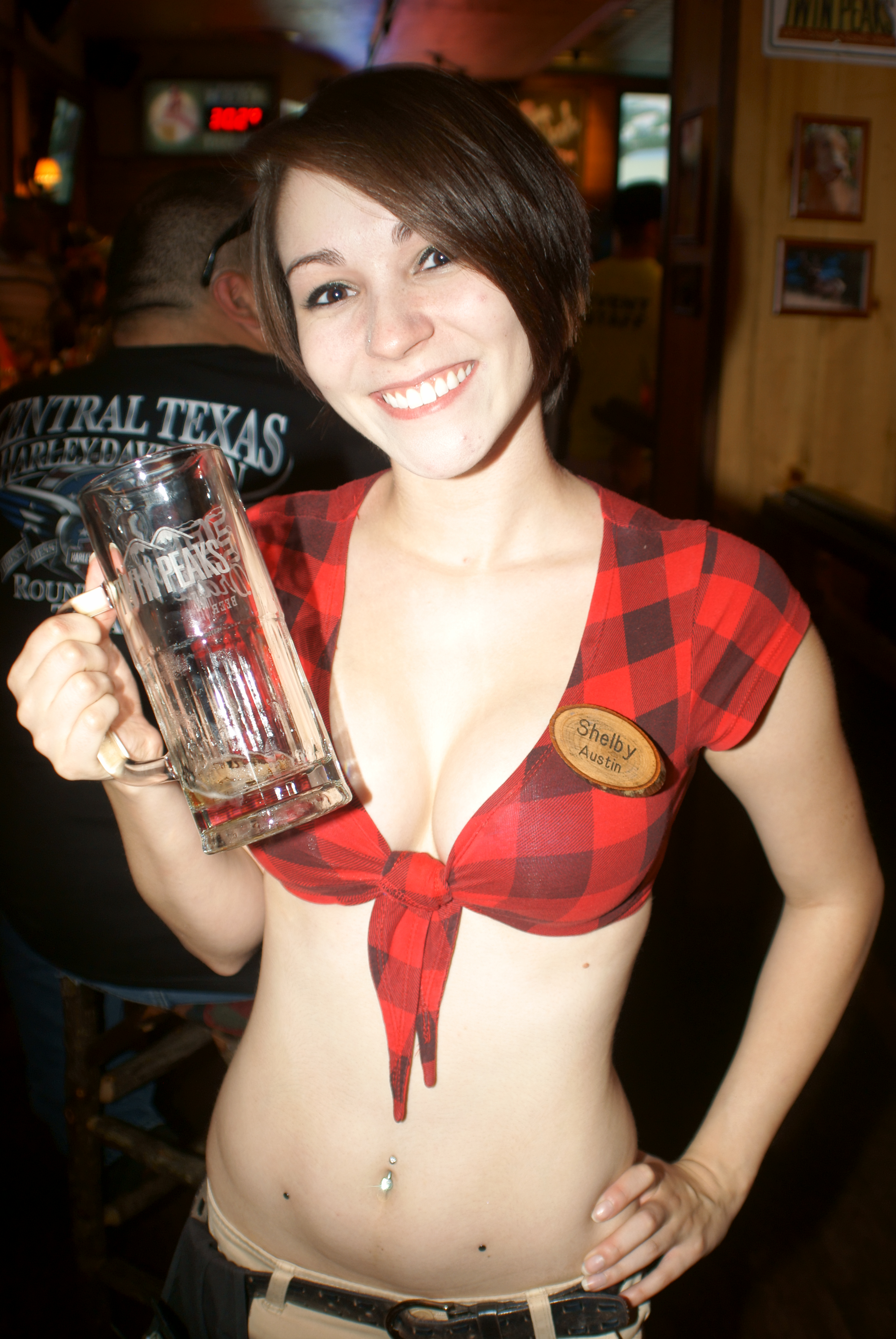
Cameriera del Twin peaks

Twin Peaks è una catena statunitense di bar sport e ristoranti con sede a Dallas, Texas.

## Concept
Viene descritto come un breastaurant (gioco di parole tra parola inglese per "seno" e "ristorante") in maniera simile ad altre catene. La catena è nota per avere le sue cameriere vestite con uniformi succinte, con una grande scollatura e a pancia scoperta, La parte superiore ha un colore tendente al rosso (talvolta nero) e dei pantaloncini corti color kaki In periodi particolari dell'anno hanno uniformi a tema. I ristoranti sono arredati a tema "selvaggio" e servono piatti statunitensi, in particolare della cucina del Sud-Ovest. Lo slogan è: Eats. Drinks. Scenic Views.

## Premi
Twin Peaks vince nel 2010 il premio Hot Concept award di Nation's Restaurant News.. nel 2011, Twin Peaks viene nominato "Franchisee of the Year" dall International Franchise Association alla sua conferenza annuale a Washington..